# Traitté de l’origine des romans

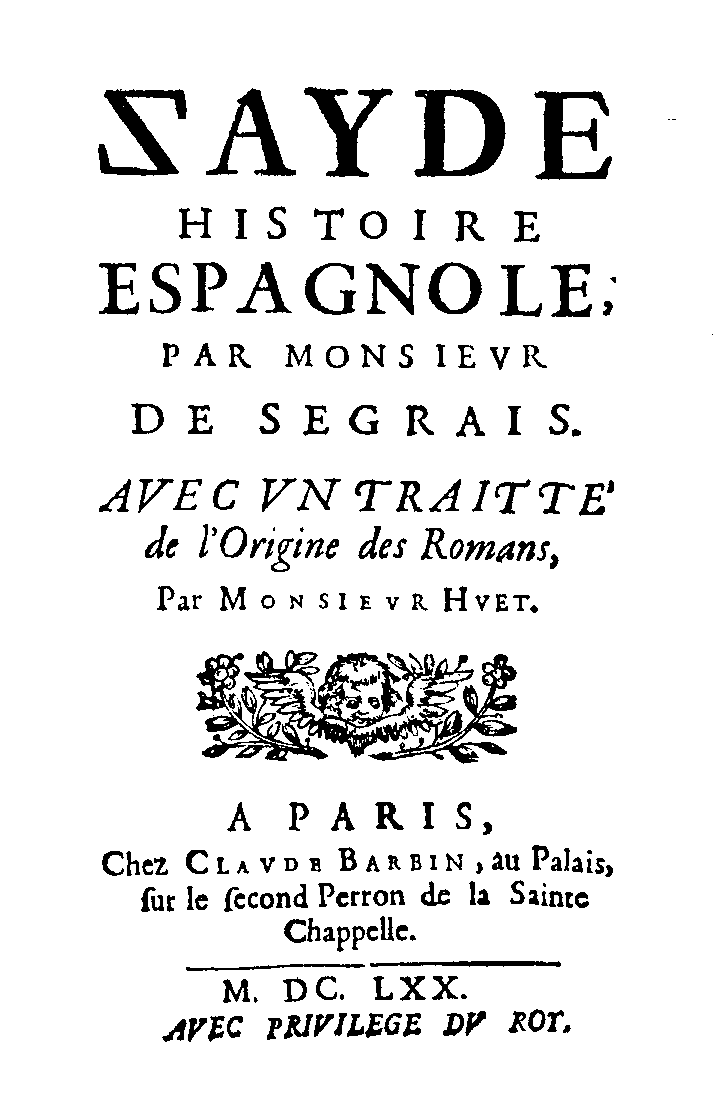
Titelblatt der Zayde Marie de LaFayettes, Erstausgabe 1670

Der Traitté de l'origine des romans, deutsch „Traktat über den Ursprung der Romane“, verfasst von Pierre Daniel Huet, Bischof von Avranches, erschien erstmals 1670 als Vorrede der Zayde Marie-Madeleine de La Fayettes, und wurde die erste größer angelegte Geschichte des Romans.
Huets Traktat kann heute als erste Literaturgeschichte im modernen Wortsinn angesehen werden – wenn auch das Wort Literatur hier noch genauso fehlt wie die Eingrenzung auf die Überlieferung einer einzelnen Nation. Romangeschichte wird hier zu einer Geschichte der Fiktionen. Huets Fragen entwickeln große Dimensionen: Wie definiert man den Roman? Wie entwickelte er sich im weltweiten Fluss der Traditionen zwischen dem antiken Mittelmeerraum und dem Norden, der nach der Sintflut in Barbarei verfiel? Warum ersinnt der Mensch Fiktionen? Welche Rolle spielen sie in der Kultur?

## Publikationsgeschichte
Der Text erschien erstmals 1670, einem Roman vorgeschaltet. Bald nach 1670 konnte man ihn bereits in eigenständigen Ausgaben auf Französisch, Lateinisch wie Englisch erwerben. Die erste eigenständige englische Ausgabe erschien 1672 unter dem Titel A Treatise of Romances and their Original. By Monsieur Huet. Translated out of French (Heyrick, London 1672). Die Karriere des Traktats in der Gelehrsamkeit begann mit den lateinischen Ausgaben. Eine deutsche Übersetzung erschien mit Eberhard Werner Happels Insularischem Mandorell (Th. Roos, Hamburg 1682). Daneben blieb der Text den Neuausgaben der Zayde beigegeben, die vor allem in den Niederlanden auf den Markt kamen. Ein ausführliches Exzerpt der englischen Übersetzung von Stephen Lewis nach der Londoner Ausgabe von 1715 findet sich auf der englischen Parallelseite Traitté de l'origine des romans.

## Inhalt

### Eröffnung: Was ist ein Roman?
Huets Traktat trägt deutlich die Handschrift des Theologen, der ein ganz fachliches Interesse an der Interpretation von Fiktionen entwickelt. Tatsächlich schreckt der Bischof von Avranches nicht davor zurück, die Gleichnisse seiner eigenen Religion in den Kontext seiner Romangeschichte zu stellen. Selbst vor der Möglichkeit, dass Priesterkasten mit Fiktionen, die nur mehr Eingeweihte enträtseln konnten, die Geschichte unter ihre Kontrolle brachten, macht Huet nicht halt. Das Fiktionale durchdringt in seiner Darstellung Gattungen und Einzeltexte und wird unversehens zum eigentlichen bestimmenden Kriterium aller Poesie. Große Linien von Einflüssen verlaufen durch die Epochen und Kulturräume. In Detailanalysen kommt Huet auf Individuen und Kontakte zwischen Völkern zu sprechen. Im großen folgt sein Bericht den großen Strömen, in denen Traditionen sich im Lauf der Zeiten über den Globus verbreiteten. Übermittlungslinien bestimmen das Bild.
Eine Grußadresse an den Monsieur de Segrais eröffnet – Jean Regnault de Segrais zeichnet offiziell als Autor der Zayde. Huet dankt ihm für sein Interesse und macht sich unverzüglich an sein Thema. Der Roman habe bereits Historiker beschäftigt, Huet nennt sie. Er will jedoch eigenständig und aus der Gegenwart heraus arbeiten. Er beginnt mit einer Definition:
| « Autrefois sous le nom de Romans on comprenoit, non seulement ceux qui étoient écrits en Prose, mais plus souvent encore ceux qui étoient écrits en Vers. Le Giraldi & le Pigna son Disciple, dans leurs Traitez de Romanzi, n'en reconnoissent presque point d'autres, & donnent le Boiardo, & l'Arioste pour modeles. Mais aujourd'hui l'usage contraire a prévalu, & ce que l'on appelle proprement Romans sont des fictions d'avantures amoureuses, écrites en Prose avec art, pour le plaisir & l'instruction des Lecteurs. » – Marie-Madeleine de La Fayette: Zayde (1715), S. vi | Früher bezeichnete der Name „Romane“ nicht nur Werke, die in Prosa geschrieben wurden, sondern öfter noch in Versen gesetzte. Giraldi und Pigna, sein Schüler, haben dort, wo sie Romanzen behandelten, beinahe gar keine anderen gekannt, und geben Boiardo und Arioste als Muster an. Aber heute hat sich der gegensätzliche Gebrauch durchgesetzt, und was man eigentlich Romane nennt, sind Fiktionen von Liebes-Abenteuern, geschrieben in kunstvoller Prosa, zum Vergnügen und zur Unterrichtung der Leser. |

Fiktionalität zeichne den Roman aus, Liebes-Geschichten, eine kunstvolle Prosa, dargeboten (ganz wie Horaz es der Poesie empfahl), um zu erfreuen und zu nützen. Die Definition wird in einem zweiten Durchgang in alle Richtungen ausgedehnt:
Man müsse die fiktionalen Historien von den wahren unterscheiden – eine problematische Aussage angesichts der fabulösen Historien, die das Mittelalter für wahr hielt. Die Liebe solle die wichtigste Materie des Romans sein – eine Materie, die nicht immer mit der Moral vereinbar sein wird, zudem eine Materie, an die der Romanautor nicht gebunden ist. Die Prosa sei Vorliebe des gegenwärtigen Zeitalters – die Gattungsgeschichte ist damit den Versromanzen geöffnet. „Kunst“ und „gewisse“ Regeln seien in der Ausgestaltung zu beachten, auf dass niemand eine „konfuse Ansammlung ohne Ordnung und Schönheit“ – un amas confus, sans ordre & sans beauté – als Roman verkaufe. Über den Tugendbegriff kommt Huet auf die Frage nach der instruction. Es bleibt offen, welche Instruktion wir erwarten sollen. Unterschiedliche Zeiten und Völker könnten da unterschiedliche Ansprüche gestellt haben.
In all diesen Ausweitungen gibt Huet gezielt Eindeutigkeit auf. Sein Traktat gewinnt gleichzeitig seine wichtigsten Fragen. Wenn wir die Ausgangslage, die Huet herstellt, genauer ansehen, so sind mit ihr nahezu alle Diskussionen umrissen, innerhalb derer die Literaturwissenschaft nach wie vor festlegt, was sie an Literatur betrachtet.
Die einzelnen Fäden der Definition lassen sich durch den gesamten Traktat verfolgen. Die Abgrenzung gegenüber dem heroischen Gedicht macht den Anfang. Huet lässt sich auf ein Sprechen von „Poesie in Prosa“ nicht ein. Aristoteles habe in der Fiktionalität das Wesentliche der Poesie gesehen. Der Roman gerät, wo ihn primär Fiktionalität auszeichnet, unversehens in das Zentrum der Poesie. Petron habe behauptet, dass eine große Maschinerie von Göttern und gewaltigen Ausdrücken im epischen Gedicht bewege. Fureur bestimme das Epos, nicht une narration exacte & fidele. Romane bewahrten dagegen Einfachheit: les Romans sont plus simples. Vrai-semblances, Wahrscheinlichkeit wahrend, tendierten sie nicht ins Wunderbare. Epen handelten von militärischen Aktionen und Politik, von Liebe aber nur am Rande – anders Romane. Die Aussage wird sofort eingeschränkt. Die älteren französischen, spanischen und italienischen Romane voller Kriegszüge hätten es mit anderen Konventionen gehalten.
Huet grenzt den Roman von den Fabeln wie von den Historien ab. Wohl gibt es in den Historien fiktionale Gefilde – überall dort, wo fehlerhafte, irrtümliche Überlieferungen zustande kommen. Im Roman ist die Fiktion jedoch intendiert – darin steht der Roman eher der Fabel nahe. Fabeln versuchen indes nicht, wahren Historien zu gleichen. Mit den Fabeln teilt der Roman die Intentionalität seiner Fiktionen, mit den Historien die Gegenstände und die Schreibart. Zwischen Epos, Historie und Fabel entfaltet sich seine Geschichte im Spektrum der Gattungen. Historisch ist jedoch zwischen Traditionen des Südens und des Nordens zu teilen.

### Traditionslinien: Fiktionen des Luxus aus dem antiken Mittelmeerraum gegen Fiktionen des barbarischen Nordens
Dass das Fiktionale die Völker Asiens beschäftigte, ist offensichtlich. Sie mystifizierten ihre eigenen Historien ins Fabulöse. Priesterkasten bestimmten, wer in sie eingeweiht werden sollte. Die Hieroglyphen zeugten von der Kunst der Verschlüsselung, die die Essenz aller Fiktion ist. Die Reisen, die Pythagoras und Plato nach Ägypten führten, belegten den Kulturkontakt, in dem Griechenland das Verschleiern und Mystifizieren kennenlernte. Die Tradition berührte Nordeuropa weit später über die Araber, die ihren Glauben mit Fiktionen propagierten. Doch auch die Heilige Schrift ist von Fiktionen angefüllt, von Allegorien wie von Gleichnissen. Jesus sprach in solchen zu den Juden.
Huet führt von einfachen Bewertungen fort. Man könne nicht das Hohe Lied nach dem französischen eleganten Stil bewerten. Geschmack und die Art, wie man lebte, seien zu bedenken. Die erste Blüte von Liebesgeschichten muss vor dem Hintergrund der Verfeinerungen des Lebensstils gesehen werden, der im antiken Kleinasien zustande kam. Kostbare Parfums, wollüstige Tänze, Luxus im Essen und im Wohnen korrespondierten hier mit der Produktion wollüstiger, das Leben versüßender Fiktionen:
| « Les Ioniens, Peuple de l'Asie Mineure, s'étant élevez à une grande puissance, & ayant aquis beaucoup de richesses, s'étoient plongez dans le luxe, & dans les voluptez compagnes inséparables de l'abondance. [...] Ils raffinérent sur les plaisirs de la table, ils y ajoûtérent les Fleurs & les Parfums; ils trouvérent de nouveaux Ornements pour les Bâtimens; les Laines les plus fines, & les plus belles Tapisseries du monde venoient de chez eux; ils surent Auteurs d'une Dance lascive, que l'on nomme Ionique; & ils se signalérent si bien par leur molesse, qu'elle passa en Proverbe. Mais entre eux les Milesiens l'emportérent en la science des Plaisirs, & en délicatesse ingénieuse. Ce furent eux qui les premiers apprirent des Perses l'art de faire les Romans, & y travaillérent si heureusement que les Fables Milesiennes, c'est à dire, leurs Romans, pleines d'Histoires amoureuses & de recits dissolus, furent en réputation. Il y a assez d'apparence que les Romans avoient éte innocens jusqu'à eux, & ne contenoient que des Avantures singuliéres & mémorables, qu'ils les corrompirent les premiers, & les remplirent de narrations lascives, & d'événemens amoureux. » – Zayde (1715), p. XXV–XXVI. | Nachdem die Ionier, ein kleinasiatisches Volk, sehr mächtig und sehr reich geworden waren, lebten sie in Luxus und Vergnügungen, wie alle, die kein Mangel leiden. […] Sie begnügten sich dabei nicht mit Tafelfreuden. Blumen und Parfüme verfeinerten den Genuss; sie entwarfen neue Designs zum Schmuck ihrer Gebäude; die feinsten Stoffe, und die schönsten Tapisserien der Welt brachten sie hervor; sie erfanden einen lasziven Tanz, den „ionischen“; und sie zeichneten sich durch eine Bequemlichkeit aus, die sprichwörtlich wurde. Unter ihnen wiederum ragten die Einwohner Milets in der Wissenschaft des Vergnügens und Raffinements hervor. Sie wurden die ersten, die bei den Persern die Kunst der Romane erlernten, und sie entwickelten dabei eine solche Kunstfertigkeit, dass die miletischen Fabeln, ihr Produktion von Romanen voller Liebesgeschichten und freizügiger Erzählungen, größten Ruhm errangen. Es ist sehr wahrscheinlich, dass die Romane vor ihnen nicht unmoralisch waren, und nur Abenteuer enthielten, die ob ihrer Seltsamkeit wert waren, erzählt zu werden; sie waren die ersten, die sie unmoralisch machten und mit aufreizenden Liebesbegebenheiten füllten. |

Den Historiker beschäftigt, wie sich sein Gegenstand verbreitete, wie Fiktionalität nach Griechenland gelangte und von dort nach Italien, von wo sie den Norden erreichte – falls dieser nicht eigene Formen von Fiktionalität entwickelt hatte. Es ist Huets Sprache und nicht die Sprache der Historia Literaria, an die die Literaturhistorik anknüpfen konnte: Huet spricht von „Quellen“ und „Wegen der Verbreitung“. Die Fiktionen verbreiten sich in „Strömen“. Die englische Übersetzung von Stephen Lewis, 1715 liest, “we must see by what Streams they have spread and convey'd themselves”:
| « Mais il ne suffit pas d'avoir découvert la source des Romans: il faut voir par quels chemins ils se sont répandus dans la Grece, & s'ils ont passé de là jusqu'à nous, ou si nous les tenons d'ailleurs. » – Zayde (1715), S. XXIV–XXV | Aber es genügt nicht, den Ursprung der Romane offenbart zu haben: man muss betrachten, auf welchen Wegen sie sich durch Griechenland verbreiteten, und ob sie eben von dort bis zu uns kamen, oder ob wir sie von anderswo erhielten. |

Huet berichtet von den Runen-Inschriften, die er in Dänemark sah – Überlieferungen dunkelster Historie, verfasst von Völkern, denen das Licht der wahren Geschichte nach der Sintflut abhandengekommen war. Von den Sagen des Nordens verlief die Entwicklung in die Artusepik und die Versromanzen des Mittelalters, was es nahelegt, neben der Genese des Fiktionalen aus dem Luxus das Gegenteil für möglich zu erachten – dass Fiktionen dort zustande kommen, wo Mangel auch einen Mangel an wahrer Geschichte bedingt:
| « En effet, comme dans la nécessité, pour conserver nôtre vie nous nourissons nos corps d'herbes & de racines, lors que le pain nous manque; de même lors que la connoissance de la vérité, qui est la nourriture propre & naturelle de l'esprit humain vient à nous manquer nous le nourissons du mensonge, qui est l'imitation de la vérité. Et comme dans l'abondance, pour satisfaire à nôtre plaisir, nous quittons souvent le pain & les viandes ordinaires, & nous cherchons des ragoûts: de même lors que nos esprits connoissent la vérité, ils en quittent souvent l'étude & la spéculation, pour se divertir dans l'image de la vérité, qui est le mensonge: car l'image & l'imitation, selon Aristote, sont souvent plus agréables que la vérité même. De sorte que deux chemins tout à fait opposez, qui sont l'ignorance, & l'érudition; la rudesse, & la politesse ménent souvent les hommes à une même fin, qui est l'etude des Fictions, des Fables, & des Romans. » – Zayde (1715), S. LXXIII-LXXIV | Eben so wie wir unseren Körper in der Not, wenn wir kein Brot mehr haben, um unser Leben zu erhalten mit Gräsern und Wurzeln ernähren, ganz genau so nähren wir unseren Geist, wenn uns die Kenntnis der Wahrheit uns abhandenkommt, obwohl sie die passende und natürliche Nahrung des menschlichen Geistes wäre, mit der Lüge, die die Imitation der Wahrheit ist. Und so wie wir im Überfluss unsere Vergnügen befriedigend, Brot und gewöhnliche Nahrungen oft verachten und nach verfeinerter Nahrungen streben, genau so verhalten wir uns im Geistigen dann, wenn wir die Wahrheit kennen: Wir legen unsere Studien und Spekulationen beiseite und lenken uns mit dem falschen Bild der Wahrheit ab, das die Lüge ist, weil das Bild und die Imitation, nach Aristoteles oft mehr gefallen als die Wahrheit selbst. So dass zwei ganz unterschiedliche Wege, der der Unwissenheit, und der der Gelehrsamkeit, und so dass die Grobheit wie die Höflichkeit die Menschen zu derselben Sache bringen, sich nämlich mit Fiktionen, mit Fabeln und mit Romane zu beschäftigen. |

### Erkenntnistheorie und Kulturthese: Warum der Mensch Fiktionen entwickelt
Huet hat sich an selber Stelle nicht von der Akribie losgesagt, mit der er seine Skizze der Einflusslinien führte. Frankreichs und Deutschlands Universitäten seien im 13. und 14. Jahrhundert die führenden Europas gewesen. Dante und Boccaccio hätten in Paris studiert und hier die Fiktionalität des Nordens kennengelernt. Die Neigung zu Fiktionen gelte es jedoch – hier schlägt die Untersuchung in Erkenntnistheorie um – als „natürliche“ zu begreifen. Es habe mit dem Verstand des Menschen zu tun, dass er Erfindungen produziere. Die der Erkenntnis gegenwärtigen Objekte könnten dem Vermögen des Verstandes niemals genügen. Schon wenn man sich angesichts der Gegenwart frage, was eben passiert sei oder gleich passieren werde, schaffe man fiktionale Welten:
| « Cette inclination aux Fables, qui est commune à tous les hommes, ne leur vient pas par raisonnement, par imitation, ou par coûtume: elle leur est naturelle, & a son amorce dans la disposition même de leur esprit, & de leur ame; [...]. Cela vient, selon mon sens, de ce que les facultez de nôtre ame étant d'une trop grande étenduë & d'une capacité trop vaste pour être remplies par les objets présens, l'ame cherche dans le passé & dans l'avenir, dans la vérité & dans le mensonge, dans les espaces imaginaires, dans l'impossible même, de quoi les occuper & les exercer. » – Zayde (1715), p. LXXIV–LXXV | Dieser Geschmack an erfundenen Geschichten, der allen Menschen gemeinsam ist, kommt ihnen nicht aus einer Überlegung, einer Imitation, oder einer Gewohnheit: er ist bei ihnen natürlich, und kommt aus der Formation selbst von ihrem Geist, und aus ihrer Seele. Das rührt, meiner Meinung nach, daher, dass die Möglichkeiten unserer Vernunft zu zahlreich und zu groß sind, und die Wirklichkeit uns nicht genügen kann; unsere Seele sucht also in der Vergangenheit und in der Zukunft, in der Wahrheit und in der Lüge, in den imaginären Orten, im Unmöglichen sogar, etwas um es einzunehmen und sie abzulenken. |

Die nüchterne, allen Fiktionen entsagende Erkenntnis sei gegenüber der fiktionalen schmerzvoll. Mühen gezielter Erkenntnissuche blieben oft unbelohnt. Der Roman hingegen biete der Imagination überschaubare Welten. Man sehne sich mit seinen Helden nach der Erfüllung ihrer Wünsche – ein glückliches Spiel, das man mit den eigenen Emotionen geschehen lasse, liefert man sich als Leser des Romans doch nur einer kalkulierten, überschaubaren Produktion von Ungewissheit aus:
| « Ils n'émeuvent nos passions, que pour les appaiser; ils n'excitent nôtre crainte ou nôtre compassion, que pour nous faire voir hors du péril ou de la misére, ceux pour qui nous craignons; ou que nous plaignons; ils ne touchent nôtre tendresse; que pour nous faire voir heureux ceux que nous aimons, ils ne nous donnent de la haine que pour nous faire voir misérables ceux que nous haïssons; enfin toutes nos passions s'y trouvent agréablement excitées & calmées. » – Zayde (1715), S. LXXVII | Sie rühren unsere Leidenschaften, aber nur, um sie zu beruhigen; sie erregen unsere Furcht oder unser Mitleid, nur, damit wir diejenigen aus der Gefahr oder aus dem Not gezogen sehen, für die wir fürchten oder wir bedauern; sie berühren unsere zärtliche Liebe nur, um uns das Glück derjenigen zu zeigen, die wir gern haben, sie geben uns den Hass nur, um uns das Elend von denjenigen zu zeigen, die wir hassen; schließlich befinden sich alle unsere Leidenschaften dabei angenehm erregt und beruhigt. |

Es ist damit geklärt, woran es liegt, dass der Roman gerade mit all seinem langen verzweifelten Suchen beglückt. Dem, der nach wirklicher Wahrheit sucht, mag er als Blendwerk erscheinen. Wenn aber klar ist, wieso der Roman erfreut, kann man Romane dem Publikum, das sie liebt, zum Nutzen präsentieren. Huet kommt auf die Gegenwart, und so flüssig er die kleinasiatischen Liebesgeschichten, aus denen Petron, Heliodor und Longos noch schöpften, aus den Bedingungen des reichen Kulturraums erklärte, die Artusepik hingegen als Zuflucht des Geistes in den Irrtum, da Wahrheit ihm abhandenkam, so selbstverständlich nimmt er nun abermals Lebensumstände und Sitten in den Blick, um den Roman in seiner gegenwärtigen Ausgestaltung zu begreifen. In wenigen Sätzen durchmisst Huet das Areal der letzten anderthalb Jahrhunderte. Miserabelstes wurde hier produziert, Fiktionen wie Till Eulenspiegel und der berühmte Amadis de Gaula, deren gewaltige Erfindungen vom Mangel an Erkenntnis gezeichnet sind. Dann aber entstanden die großen französischen Romane, denen der Schluss gehört. Huet liest sie im Blick auf die Sitten Frankreichs. Abermals kommt er zu keiner Abbildtheorie, sondern zu einem Raisonnement über den Gebrauch, den der Roman in einer Kultur erfüllt. Die neuen Romane zeichneten sich durch Komplexität im Umgang der Geschlechter aus. Das habe mit der Komplexität zu tun, die man in Frankreich einrichtete, um ein freieres Zusammenleben der Geschlechter zu ermöglichen. Italiener und Spanier hielten ihre Frauen verschlossen. Habe in Italien oder Spanien ein Mann erst einmal Zutritt bei einer Frau erlangt, so komme er ohne größere Formalitäten zur Sache. Frankreichs Frauen seien zwar weniger behütet, sie trügen dafür aber selbst die Verantwortung für ihre Tugend. Belagerung, kunstvoller Angriff und stete Verteidigung bestimmten in Frankreich die Conversation zwischen den Geschlechtern. Dies sei die Materie, von der die neuen Romane lebten. Zuerst hätten Frauen diese Romane von den Belagerungen ihres Geschlechts gelesen, um sich aus ihnen zu wappnen. Bald hätten sie alles Verständnis für die Historien und Fabeln verloren, die ihnen so lange Instruktion geboten hatten. Die Männer seien der neuen Sucht gefolgt und nannten rasch das Verhalten Pedanterie, das kurz zuvor noch Sitte war. An dieser Stelle ist der gesamte Siegeszug der galanten Conduite rekapituliert:
| « Les hommes ont donc été obligez d'assiéger ce rampart par les formes, & ont employé tant de soin & d’adresse pour le réduire, qu’ils s’en sont fait un Art presque inconu aux autres Peuples. C’est cet Art qui distingue les Romans François des autres Romans, qui en a rendu la lecture si délicieuse, qu’elle a fait négliger des lectures plus utiles. Les Dames ont été les premiéres prises à cet apas: elles ont fait toute leur étude des Romans, & ont tellement méprisé celle de l’ancienne Fable & de l’Histoire, qu’elles n’ont plus entendu des Ouvrages qui tiroient de là autrefois leur plus grand ornement. [...] Les hommes les ont imitées pour leur plaire; ils ont condamné ce qu’elles condamnoient, & ont apellé pédanterie, ce qui faisoit une partie essencielle de la Politesse, encore du temps de Malherbe. » – Zayde (1715), S. LXXXIII-LXXXIV | Die Menschen wurden also gezwungen, diesen Schutzwall geschickt zu belagern, und sie haben so viel Sorge und Adresse gebraucht, um ihn zu erobern, dass sie sich eine den anderen Völkern fast unbekannte Kunst geschaffen haben. Ebendiese Kunst unterscheidet die französischen Romane von den anderen Romanen, die das Lesen so angenehm gemacht hat, dass sie nützlichere Lektüren vernachlässigen lassen hat. Die Damen waren die ersten, die verführt worden sind: Sie haben sich mit nichts mehr beschäftigt als Romanen, und sie haben die ehemaligen Erzählungen und die Historie so verachtet, dass sie keine Bücher mehr verstanden haben, als die von den Romanen inspirierten. […] die Männer haben sie nachgeahmt, um ihnen zu gefallen; sie haben es verurteilt, das sie verurteilten, und Pedanterie das genannt haben, was zur Zeit des Malherbe noch ein wesentlicher Teil von der guten Bildung war. |

Die Autoren hätten sich auf das Publikum eingestellt und dabei an Bildung verloren. Damit ist der letzte der Fäden aufgetaucht, die Huet in seiner Definition des Romans ausgelegt hatte: die Frage nach dem Nutzen und dem Schaden der Romane. Huet hakt alle Invektiven gegen die sündhafte Gattung ab. Die Romane könnten schaden, da sie Anleitungen im Spiel zwischen den Geschlechtern geben. Sie könnten ebenso nützen, wenn sie auf die Anschläge vorbereiteten, denen man sich ausgesetzt finden wird. Der Schluss des Traktats ist ambivalent gehalten. Huet nutzt diese Offenheit, um auf den Roman zu kommen, dem er die Ehre hat, die Vorrede zu geben. Der Zayde sei der Nutzen – anders als anderen Romanen – sicherlich nicht abzusprechen.
Huets Traktat endet ohne große Schlussthese. Eine stille Bescheidenheit bestimmt den Schluss, von dem aus der Leser in den folgenden Roman tritt.

## Nachwirkung
Der Gelehrsamkeit blieb keinen Moment verborgen, dass mit Huets Traktat etwas Aufsehenerregendes geschehen war. Huet hatte eine Geschichte des Romans geschrieben, ohne dabei in eine Aufzählung von Titeln zu geraten. Literaturgeschichten waren im Moment noch Geschichten der Wissenschaften, Fachbibliographien. Poesiegeschichten gab es, Geschichten der Produktion in Versen. Beide, Literatur- und Poesiegeschichten, konnten mit Romanen wenig anfangen. Literaturgeschichten mussten dem Roman die Wissenschaftlichkeit aberkennen und kamen, selbst bei Sympathien mit der Gattung, die modernes Verhalten vermittelte, kaum über das bibliographische Projekt hinaus, sie listeten Titel. Poesiegeschichten waren dagegen mit Regeln der Poesie befasst und konnten allein darum kaum auf Inhalte eingehen – das traf die Inhalte von Poesie wie von Romanen. Der Roman war indes ohnehin Prosa, kaum Poesie.
Huet hatte eine Möglichkeit eröffnet, Romane und Poesie in einer fortschreitenden Erzählung zu präsentieren, die Inhalte erfasste. Er interpretierte die Fiktionen, und das erforderte es von ihm, als ein Erzähler aufzutreten, der Fiktionen referierte und dann Interpretationsrahmen absteckte. Der Traktat war an dieser Stelle klugerweise als Romanvorrede veröffentlicht – es gab in der Gelehrsamkeit im Moment keinen Raum, für Bücher, die Romane auf diese Weise betrachteten. Ja es schien fragwürdig, ob hier nicht einer skandalösen Produktion eine Ehre zuteilwurde, die allein religiösen Gleichnissen zukommen sollte – die der Interpretation.
Aus heutiger Perspektive ist Huets Traktat die erste Literaturgeschichte, das erste Werk, das Poesie und Romane unter ein einheitliches Definiens der Kunst und der Fiktion bringt. Dennoch verläuft keine gerade Linie von Huet in die moderne Literaturgeschichte. Unsere Literaturgeschichten entstanden in den 1830ern maßgeblich auf deutschem Boden im Aus- und Umbau der vorangegangenen Literaturgeschichten: Die Schriften der Gelehrsamkeit waren in diesen im Lauf des 18. Jahrhunderts zunehmend an den Rand gedrängt worden zugunsten eines Blicks auf Poesie und Romane, die man zuerst noch immer bibliographisch nach Gattungen und Genres erfasste. Dann gab man zu Beginn des 19. Jahrhunderts das bibliographische Muster auf und stieg um auf eine kontinuierliche Erzählung – maßgeblich das Verdienst der von Georg Gottfried Gervinus vorgelegten Geschichte der poetischen National-Literatur der Deutschen (Leipzig, 1835–1842). Gervinus folgte nicht Huet, sondern den Vorgängern der Literaturgeschichtsschreibung, die Ende des 18. Jahrhunderts einen entscheidenden weiteren Schritt gemacht hatten, als sie sich entschlossen, allein auf nationale Überlieferungen zu sehen. Die Literatur kam in Sprachen auf und entwickelte sich in Nationalliteraturen so die Perspektive, die für Gervinus unverrückbar feststand. Es ist unklar, ob Gervinus Huet je las, sicherlich las er jedoch die romangeschichtlichen Versuche wie  Christian Friedrich von Blankenburg, Versuch uber den Roman (1774), die an Huet anschlossen und die die Option der interpretierenden Erzählung beibehielten. Mit der nationalen Literaturgeschichte war gegenüber der von Huet vorgelegten Weltgeschichte der Fiktionen ein politisch brisantes Projekt eröffnet. Huet hatte kein solches geliefert.
Rückblickend mag offenbleiben, ob Huet nicht eine sehr interessante Option gerade mit seiner internationalen Sicht eröffnete. Es lässt sich kaum beweisen, dass die Literaturen sich in nationalen Linien entwickeln. Für den Leser sind Übersetzungen aus ausländischen Sprachen so selbstverständlich und so frei verfügbar wie Texte seiner eigenen Literatur – und jeder Autor ist, bevor er die Feder in seiner Sprache ergreift, erst einmal lange Zeit Leser eines internationalen Marktes. Huet bleibt das Verdienst, diesen Markt in den Blick genommen zu haben, ihm bleibt das Verdienst, die Interpretation von Fiktionen von der Theologie auf den Roman und die Poesie übertragen zu haben. Er fasziniert im Rückblick durch die erstaunliche Bereitschaft, Romane und Poesie dabei auf einer Ebene mit beliebigen kulturellen Gebrauchsartikeln von Parfüms und Tapeten bis zu Tänzen und religiösen Überlieferungen gesehen zu haben – eine Breite der Perspektive riskiert zu haben, die sich gegenüber den poetologischen Debatten seiner Zeit kaum recht entfalten konnte und heute kaum ihresgleichen findet.

### Ausgaben
- 1670: Pierre Daniel Huet: Traitté de l'origine des romans. Vorrede zu Marie-Madeleine Pioche de La Vergne comtesse de La Fayette: Zayde, histoire espagnole. Claude Barbin, Paris 1670 (pdf-edition Gallica France, Ausg. 1671)

### Sekundärliteratur
- Olaf Simons: Marteaus Europa oder der Roman, bevor er Literatur wurde. Rodopi, Amsterdam/Atlanta 2001, S. 165–172, ISBN 90-420-1226-9 (Der obige Text ist von dort mit Genehmigung des Autors übernommen und darf beliebig verändert werden.)
  - Camille Esmein, "Le Traité de l'origine des romans de Pierre-Daniel Huet, apologie du roman baroque ou poétique du roman classique?", communication lors de la journée d'étude sur 'Le roman baroque' organisée par M. le Professeur Jonathan Mallinson, colloque de l'Association internationale des études françaises (AIEF), Paris, 9 juillet 2003, publiée dans les Cahiers de l'Association internationale des études françaises (CAIEF), mai 2004, p. 417–436.